# Podonema
Podonema là một chi bọ cánh cứng trong họ 
Elateridae.
Chi này được miêu tả khoa học năm 1851 bởi Solier.

## Các loài
Các loài trong chi này gồm:
- Podonema impressum Solier, 1851
- Podonema suturalis Candèze, 1865